# Eurhabdus jamaicensis
Eurhabdus jamaicensis is een vliegensoort uit de familie van de roofvliegen (Asilidae). De wetenschappelijke naam van de soort is voor het eerst geldig gepubliceerd in 1973 door Farr.